# Чжан Хайчжоу
Чжан Хайчжоу (19 червня 1962, Шаньдун) — китайський дипломат. Надзвичайний і Повноважний Посол Китайської Народної Республіки Азербайджані (2005—2009) та в Болгарії (2016—2019).

## Життєпис
Народився 19 червня 1962 року в Шаньдун. Випускник університету.
У 1986—1988 рр. — співробітник Посольства КНР в СРСР;
У 1988—1992 рр. — третій секретар Департаменту закордонних справ Міністерства закордонних справ КНР.
У 1992—1995 рр. — заступник консула, консул у Генеральному консульстві КНР у Хабаровську;
У 1995—2000 рр. — секретар у Генеральній канцелярії Міністерства закордонних справ КНР;
У 2000—2001 рр. — перший секретар Європейського та азійського департаменту Міністерства закордонних справ Китайської Народної Республіки;
У 2001—2004 рр. — радник Європейського та азійського департаменту Міністерства закордонних справ Китайської Народної Республіки;
У 2004—2005 рр. — Заступник директора Європейського департаменту Міністерства закордонних справ КНР;
У 2005—2009 рр. — Надзвичайний і Повноважний Посол КНР в Азербайджанській Республіці.
У 2011 році — Тимчасовий повірений у справах Китайської Народної Республіки в РФ.
У листопаді 2012 року він обіймав посаду заступника директора Управління закордонних справ Пекінського муніципального народного уряду (Управління у справах Гонконгу та Макао Пекінського муніципального народного уряду) (рівень бюро).
У 2016—2019 рр. — Надзвичайний і Повноважний Посол Китайської Народної Республіки у Болгарії..

## Сім'я
- дружина — У Сяоін, генеральний консул КНР в Одесі (Україна) (2008-2013)[7].